# Station Bedburg (Erft)
Station Bedburg (Erft) (Duits: Bahnhof Bedburg (Erft)), is een station in  de plaats Bedburg in de Duitse deelstaat Noordrijn-Westfalen. Het station ligt aan de lijnen Bedburg – Neuss en Horrem – Neuss.
Treinserie RB 38 rijdt 1 x per half uur van Bedburg (Erft) naar Station Horrem, en van daar, al dan niet met overstap aldaar, naar station Köln Hauptbahnhof en eindpunt  station Köln Messe/Deutz. 
Treinserie RB 39 rijdt, vanaf een ander perron dan treinserie RB 38,  1 x per uur van Bedburg (Erft) via Neuss Hauptbahnhof naar Düsseldorf Hauptbahnhof.
Het station is rond het jaar 2013 ingrijpend gerenoveerd. Er zijn, anno 2021 nog niet concreet uitgewerkte, plannen, om de Erftbahn (RB 38) tussen 2023 en 2028 te integreren in de S-Bahn van Keulen.

## Treinverbindingen
| Serie | Treinsoort                  | Route                                                                               | Bijzonderheden   |
| ----- | --------------------------- | ----------------------------------------------------------------------------------- | ---------------- |
| RB 38 | Regionalbahn (DB Regio NRW) | Köln Messe/Deutz – Köln Hbf – Quadrath-Ichendorf – Bergheim (Erft) – Bedburg (Erft) | Erft-Bahn        |
| RB 39 | Regionalbahn (VIAS GmbH)    | Bedburg (Erft) – Grevenbroich – Neuss Hbf – Düsseldorf Hbf                          | Düssel-Erft-Bahn |

Nabij het station ligt een klein busstation. Van hier vertrekt de stadsbuslijn van Bedburg, die veel van de tot de gemeente behorende dorpen aandoet, alsmede een bus naar Niederaußem v.v., een forenzenbus naar Industrieterrein Mühlenerft, en enige schoolbuslijnen.